# 奈良交通葛城営業所
奈良交通葛城営業所（ならこうつうかつらぎえいぎょうしょ）は、奈良県葛城市忍海の国道24号（国道168号重複区間）沿い忍海（おしみ）バス停前にあり、主に橿原市、大和高田市、明日香村をはじめとした奈良県中部から奈良県南部の路線を担当している奈良交通バスの営業所。
本営業所担当の一般路線バス（コミュニティバスを含む）が走る自治体は、橿原市、大和高田市、広陵町、葛城市、御所市、明日香村、高取町、五條市、大淀町、下市町、吉野町、黒滝村、天川村、川上村、上北山村、下北山村、十津川村、和歌山県田辺市、新宮市の19市町村に跨がる。
かつては奈良市、大和郡山市、天理市、田原本町、東吉野村、野迫川村、和歌山県橋本市、高野町、三重県熊野市、御浜町、紀宝町にも本営業所の一般路線バスが走っていた。

## 沿革
- 1992年1月16日：五条営業所を合併する。
- 2006年（平成18年）3月まではエヌシーバスの葛城営業所が併設されていたが、奈良交通に現在は統合され存在しない。
- 2006年（平成18年）9月30日：八木新宮線などを担当していた南紀営業所（和歌山県新宮市）を統合し、葛城営業所新宮車庫とする。
- 2012年（平成24年）10月1日：吉野営業所を統合し、葛城営業所吉野車庫とする。

## 現行路線

### 大和八木駅発着路線

#### 八木新宮線（十津川・本宮いでゆライン）
- 特急301（新宮方面）、特急302（八木方面）：大和八木駅 - 橿原市役所前 - 忌部 - イオンモール橿原北 - 高田市駅 - 忍海 - 近鉄御所駅 - 小殿 - 栄山寺口 - 五條バスセンター - 五条駅 - 老野 - （←西吉野農業高校←） - 賀名生和田 - 城戸 - 上野地 - 十津川温泉 - ホテル昴 - 本宮大社前 - 湯の峰温泉 - 川湯温泉 - 新宮駅

ホテル昴は八木方面の1便のみ非経由。外国人観光客の誤乗防止を目的に、2017年10月1日より方向別に系統番号が付与された。
2021年4月1日のダイヤ改正より、平日ダイヤの新宮駅発2便目、3便目の西吉野農業高校への乗り入れが開始された。
2022年10月1日のダイヤ改正より、土曜・日曜・祝日ダイヤの1往復に「やまかぜ」という愛称が付いた。「やまかぜ」は［五条駅 - ホテル昴］間で一部経路を変更し、停車する停留所を減らしたものである。

#### 八木五條線
- 161：五條バスセンター → 栄山寺口 → 小殿 → 近鉄御所駅 → 忍海 → 高田市駅 → イオンモール橿原北 → 忌部 → 橿原市役所前 → 大和八木駅

#### 八木イオンモール線
- 40：大和八木駅 → 忌部（いんべ） → イオンモール橿原
- 40：イオンモール橿原 → イオンモール橿原北 → 忌部 → 大和八木駅
- 41：大和八木駅→ 忌部 → イオンモール橿原 → イオンモール橿原ウエスト・ビレッジ
- 41：イオンモール橿原ウエスト・ビレッジ→イオンモール橿原 → イオンモール橿原北 → 忌部 →大和八木駅

平日15分間隔、休日12分間隔で運転されている。イオンモール橿原回数券があり、5枚綴り1000円、1回あたり200円で乗車できる。この回数券は高田方面、橿原神宮前駅発着のものにも使用できる。発売は八木案内所・高田北案内所のほか、イオンモール橿原である。

#### 医大病院線
- 50：大和八木駅 - 医大病院玄関口

2014年10月1日に運行開始した。医大病院へ通院する患者・見舞客の利便性向上を目的としている。八木駅-医大病院玄関口間は他の路線や橿原市コミュニティバスと併せて平日最低30分間隔の運転が行われている。

#### 八木御所線
- 53：大和八木駅 - 医大病院玄関口 - 橿原神宮前駅東口 - 郡界橋（ぐんかいばし） - 代官町 - 近鉄御所駅

かつては畝傍御陵経由であったが、利便性向上の為医大病院玄関口経由に変更された。

#### 八木耳成線
八木耳成循環線ともいう。案内では「八木耳成循環」となっている。
- 63：大和八木駅 → 新賀町 → 新の口 → 十市団地 → 大門橋 → 太田市町（おだいちちょう） → 常盤町東 → 常盤町 → 新賀町 → 大和八木駅（八木耳成循環外回り）
- 64：大和八木駅 → 常盤町東 → 十市団地 → 大和八木駅（八木耳成循環内回り／上記63系統の逆回り）
- 73：大和八木駅 → 新賀町 → 新の口 → 十市団地 → 大門橋 → 太田市町（おだいちちょう） → 橿原総合庁舎 → 常盤町東 → 常盤町 → 新賀町 → 大和八木駅（八木耳成循環外回り）
- 74：大和八木駅 → 常盤町東 → 橿原総合庁舎 → 十市団地 → 大和八木駅（八木耳成循環内回り／上記73系統の逆回り）
- 77：橿原総合庁舎 → 常盤町東 → 大和八木駅

耳成地区の鉄道空白地帯を埋めるために運行が開始された。かつては、桜井市の大泉東口まで運行されていたが、廃止された。小型バスで運行されており、かつてはエヌシーバス葛城営業所が運行していた。昔は沿線から通勤・通学・買物で大和八木駅へ、大和八木駅から奈良県立耳成高等学校への通学など需要が大きかった。しかし耳成高等学校が近くにある奈良県立畝傍高等学校と統廃合され、校舎が使われなくなり、近年利用が減っている。国・県・市による補助が行われている。利用が振るわないため、2015年10月1日に減便が行われた。しかし、奈良県橿原総合庁舎・まほろばキッチンが立地して盛り返しが期待されている。
2016年1月15日 - 2月まで、橿原市交通協議会によって、八木駅発9時から15時発の便を対象にスタンプカードが導入されていた。10回分集めると、カードが1回無料チケットまたは粗品進呈引換券となる。路線の維持が厳しいため、利用率が低い昼間のてこ入れが行われる。

### 橿原神宮前駅発着路線

#### 飛鳥線
- 2：橿原神宮前駅東口 → 和田町西 → 豊浦 → 甘樫丘→ 明日香小山 → 明日香奥山・飛鳥資料館西 → 飛鳥大仏 → 島庄 → 岡寺前
- 2：岡寺前 → 飛鳥大仏 → 甘樫丘 → 豊浦 → 和田町西 → 橿原神宮前駅東口
- 5：橿原神宮前駅東口 - 和田町西 - 菖蒲町（しょうぶちょう）四丁目 - 川原 - 岡寺前
- 7：橿原神宮前駅東口 - 和田町西 - 菖蒲町四丁目 - 菖蒲町四丁目南
- 8：大和八木駅 - 橿原市役所前 - 小房（おうさ） - 橿原神宮前駅東口 - 和田町西 - 菖蒲町四丁目
- 9：橿原神宮前駅東口 - 和田町西 - 菖蒲町四丁目
- 11：橿原神宮前駅東口 → 岡寺駅 → 朱鳳台（しゅほうだい） → 菖蒲町四丁目 → 和田町西 → 橿原神宮前駅東口
- 12：橿原神宮前駅東口 → 和田町西 → 菖蒲町四丁目 → 朱鳳台 → 岡寺駅 → 橿原神宮駅東口
- 18：橿原神宮前駅東口 → 和田町西 → 菖蒲町四丁目 → 川原 → 島庄 → 岡寺前 → 飛鳥大仏 → 甘樫丘 → 豊浦 → 和田町西 → 橿原神宮駅東口
- 19：橿原神宮前駅東口 → 和田町西 → 豊浦 → 甘樫丘 → 飛鳥大仏 → 島庄 → 岡寺前 → 川原 → 菖蒲町四丁目 → 和田町西 → 橿原神宮駅東口
  - 2006年3月27日：18系統、19系統の運行を開始する。
  - 2010年9月1日：11系統、12系統の運行を開始する[7]。

明日香村が運行委託をしていた金かめバスが、2006年に一部ルート変更に伴い廃止区間が発生した。このため、代替措置として運行が開始された。なお、運行本数は少なく、18系統は夕夜間、19系統は朝に数本運転が行われるのみである。

#### 明日香周遊バス（赤かめ）
- 15：橿原神宮前駅東口 → 明日香奥山・飛鳥資料館西 → 石舞台 → 岡寺前 → 飛鳥駅 → 檜前（ひのくま）
- 16：橿原神宮前駅東口 - 明日香奥山・飛鳥資料館西 - 石舞台 - 岡寺前 - 飛鳥駅
- 17：橿原神宮前駅東口 -甘樫丘- 明日香奥山・飛鳥資料館西 - 石舞台
- 23：橿原神宮前駅東口 - 明日香小山 - 明日香奥山・飛鳥資料館西 - 石舞台 - 岡寺前 - 飛鳥駅
- 文：橿原神宮前駅東口 → 明日香小山 → 明日香奥山・飛鳥資料館西 → 岡寺前 → 健康福祉センター
- 文：健康福祉センター → 岡寺前 → 甘樫丘 → 橿原神宮前駅東口
- 急行 文：檜前 → 飛鳥駅 → 健康福祉センター

明日香村から委託されて運行している路線である。詳細はかめバスを参照のこと。

#### 橿原団地線
- 25：橿原神宮前駅西口 - 南白橿（みなみしらかし）（朝、夜間のみ）
- 26：橿原神宮前駅西口 - 南妙法寺町（みなみみょうほうじちょう） - 南白橿
- 28：大和八木駅 - 橿原市役所前 - 畝傍御陵 - 橿原神宮前駅西口 - 南妙法寺町 - 南白橿（平日3本、土休日2本）

久米南口 - 南白橿間は終日、自由乗降区間となっている。

#### 神宮イオンモール線
- 33：橿原神宮前駅（中央口） - 橿原神宮前駅西口 - シルクの杜 - 光陽中学校 - 東坊城町 - イオンモール橿原

- 2016年4月16日：運行を開始する。

「橿原市生活ネットワーク計画」に基づき開設された路線。

#### 神宮観音寺線
- 36：橿原神宮前駅（中央口）→ 橿原神宮前駅西口 → シルクの杜 → 一町 → 観音寺 → 古作 → 一町 → シルクの杜 → 橿原神宮前駅西口 → 橿原神宮前駅
- 37：観音寺 → 古作 → 一町 → シルクの杜 → 橿原神宮前駅
- 37：橿原神宮前駅 → シルクの杜 → 一町 → 観音寺 → 古作

- 2016年４月16日：運行を開始する。
  - 「橿原市生活ネットワーク計画」に基づき開設された路線。
  - 古作・観音寺町へは、2003年に観音寺線・41:八木駅-医大病院-曲川南口-坊城駅-橿原県営住宅-観音寺町が廃止されて以来の路線開設となる。
  - 一町へは、2005年に高田高取線・50:近鉄高田駅-浮孔駅-一町が廃止されて以来の路線開設となる。

### 近鉄大和高田駅発着路線

#### 高田イオンモール線
- 13：竹取公園東 - 新家（しんけ） - 広陵平尾 - 築山（つきやま） - 近鉄大和高田駅 - 高田市駅 - 東中（ひがしなか） - イオンモール橿原
- 55：近鉄大和高田駅 - 今里 - イオンモール橿原
  - 2005年6月23日に運行開始。[9]

#### 高田新家線
- 8：竹取公園東 → 新家 → 広陵平尾 → 築山 → 近鉄大和高田駅 → 高田市駅 → 奈良文化高校
- 12：近鉄大和高田駅 - 築山 - 広陵平尾 - 新家 - 竹取公園東

#### 奈良文化短期大学線
- 63：奈良文化高校 → 高田市駅 → 近鉄大和高田駅

奈良文化高校開校日の平日土曜のみ運行される系統であり、休校の日は運転されない実質スクールバスである。

#### 高田五條線
- 60：近鉄大和高田駅 - 高田市駅 - 忍海 - 近鉄御所駅 - 小殿（おどの） - 栄山寺口（えいさんじぐち） - 五條バスセンター
- 61：近鉄大和高田駅 → 高田市駅 → 奈良文化高校 → 忍海
- 62：近鉄大和高田駅 - 高田市駅 - 忍海
- 66：近鉄大和高田駅 → 高田市駅 → 忍海 → 近鉄御所駅 → 小殿 → テクノ中央通り東 → 栄山寺口 → 五條バスセンター
- 70：五條バスセンター - 栄山寺口 - かもきみの湯 - 小殿 - 近鉄御所駅 - 忍海 - 高田市駅 - 近鉄大和高田駅
- 76：五條バスセンター → 栄山寺口 → テクノ中央通り東 → かもきみの湯 → 小殿 → 近鉄御所駅 → 忍海 → 高田市駅 → 近鉄高田駅

2014年10月、テクノタウン内の経路が変更された。

#### 葛城登山線
- 80：近鉄御所駅 - 新屋敷 - 櫛羅（くじら） - 猿目橋 - 葛城ロープウェイ
- 88：近鉄御所駅 - 新屋敷 - 櫛羅 - 小林 - 猿目橋 - 葛城ロープウェイ

葛城山へのアクセス路線で、終点では葛城山ロープウェイに接続する。ただし、ロープウェイとの接続は若干間が開くこともある。また、閑散期は2時間毎になり、ロープウェイと接続する便がない場合もある。

### 五條バスセンター・五条駅発着路線

#### 五條城戸線
- 10：五條バスセンター - 五条駅 - 老野（おいの） - 賀名生和田（あのうわだ） - 城戸
  - 1992年1月16日：当営業所に移管する。
  - 2008年3月31日までは「五條日裏線」として　10：五條バスセンター - 五條駅 - 老野 - 賀名生和田 - 城戸 - 宗川野橋 - 立川渡 - 日裏 間で運行されていた[10]。
- 11：五條バスセンター - 五条駅 - 五條病院玄関口 - 老野（おいの） - 西吉野農業高校 - 賀名生和田（あのうわだ） - 城戸
  - 2021年4月1日：運行開始。
- 12：五條バスセンター - 五条駅 - 五條病院玄関口 - 老野 - 賀名生和田 - 城戸
- 文：五條病院玄関口 → 西吉野農業高校
  - 2021年4月1日：運行開始。

#### 智辯スクール線
- 急行・文：五條バスセンター - 五条駅 - 智辯学園
- 急行・文：五条駅 - 智辯学園

### 下市口駅・大淀バスセンター発着路線

#### 八木下市線
- 51：大和八木駅 - 医大病院玄関口 - 畑屋口 - 大淀バスセンター - 下市口駅
- 52：大和八木駅 - 医大病院玄関口 - 南大和三丁目 - 大淀バスセンター - 下市口駅
- 8：下市口駅 - 下阪 - 岩森（下市温泉）
- 文：芦原 → 大淀バスセンター

2014年10月1日で下市口にて系統が分断された。なお、一部の便は大和八木駅から下市口駅まで51・52系統で運転の後、8系統に変更して引き続き岩森(下市温泉)まで運転する(逆方向もあり)。

#### 洞川線
- 2：大淀バスセンター - 下市口駅 - 下阪 - 岩森（下市温泉） - 黒滝案内センター - 笠木 - 天川川合 - 洞川温泉（どろがわおんせん）
- 急行2：大淀バスセンター → 下市口駅 → 黒滝案内センター → 天川川合 →（この間各停）→ 洞川温泉（5月〜11月の間運行）

#### 下市笠木線
- 4：下市口駅 - 下阪 - 岩森（下市温泉） - 黒滝案内センター - 笠木

#### 下市天川線
- 7：下市口駅 - 寺内 - 岩森（下市温泉） - 黒滝案内センター - 笠木 - 天川川合 - 天河大弁財天社 - 天川和田 - 中庵住（なかいおすみ）
  - 2008年12月16日： 天川川合 - 天川和田 - 中庵住の区間便が廃止される。[11]

岩森（下市温泉）以南は終点まで自由乗降制。

#### 下市城戸線
- 22：下市口駅 - 寺内 - 平原（へいばら）
  - 2006年10月1日：21系統下市口駅 - 寺内 - 平原 - 十日市が廃止される。[12]
  - 2006年10月1日：22系統下市口駅 - 寺内 - 平原線が運行を開始する。[12]
  - 2009年10月1日：20系統を廃止し、すべて22系統に変更。[13]

平日ダイヤ施行日に1日2往復が運行されるのみで、土曜・休日ダイヤ施行日は運行されていない。下市中学校前以南は終点まで自由乗降制。

### その他

#### 大台ヶ原線
- 特急 イオンモール橿原 - 大和八木駅 - 橿原神宮駅東口 - 湯盛温泉杉の湯 - 大台ヶ原

かつては、230系統特急・大淀バスセンター - 大台ヶ原山、231系統特急・八木駅 - 大台ヶ原山のほか、北大和営業所担当で140系統特急・奈良学園前（方向幕上の表示による・正式な起終点停留所は西登美ヶ丘5丁目） - 奈良駅 - 八木駅 - 大台ヶ原山も運行されていた。
これらの系統は同時期に運行されていた奈良 - 新宮駅間の特急系統が（重複する区間で）停車していた停留所も通過する上、運賃の他に座席料金も加算されるという特別扱いであったが、車輌はほとんど一般の路線車が充当され通常の系統番号も割り振られていた。
2013年4月1日改正で大淀バスセンター発着系統が復活した。
2016年4月1日改正で再び大淀バスセンター発着系統が休止になり、全便上市駅発着になった。
2017年10月1日改正で系統番号が特急230系統になった。。
2022年4月23日からは経路が大幅に延長されイオンモール橿原発着で大和八木駅、橿原神宮駅東口経由になった。ただし1日1往復になった上以前の始終点のバス停大和上市駅は通過となった。系統番号も特急に戻された。。ただし、冬季は運行されない。

#### 壺阪山線
- 20：壺阪山駅 - 壷阪寺口- 壷阪寺前

土休日ダイヤのみ運行、観光シーズンには増便される。

#### 吉野高校線
- 文：大和上市駅 - 吉野町役場前 - 立野口 - 西吉野農業高校

#### 才谷線
- 岩森 - 才谷（さいたに）
  - 2006年10月1日：運行を開始する。[12]

平日ダイヤ施行日に1日2往復が運行され、うち1往復は岩森で8系統（下市口駅方面）と連絡するダイヤが組まれ、乗り継ぎ運賃も設定されている。土曜・休日ダイヤ施行日は運行されていない。全区間自由乗降になっている。

#### 飛鳥キトラ線
- 44：飛鳥駅 - キトラ

2016年10月1日運行開始。国営飛鳥歴史公園の5番目の地区となる「キトラ古墳周辺地区」のオープンに伴い開設された路線。あすかデマンド交通の実証実験により、令和4年12月1日に廃止となっている。

#### 高速バス等
- リムジンバス八木関空線
  - 大和八木駅 - 関西国際空港
  - 桜井駅北口 - 大和八木駅 - 高田市駅 - 関西国際空港

関西空港交通と共同運行。新型コロナウイルスによる影響で運休中
- 高速バス五條新宿線（やまと号）
  - 五條バスセンター - 忍海バスセンター - 近鉄大和高田駅 - 大和八木駅 - 桜井駅 - 天理駅 - バスタ新宿 - 新宿京王プラザホテル

関東バスと共同運行。

#### 橿原市コミュニティバス
「橿原市コミュニティバス」の項も参照。
- 大和八木駅（南） - 橿原市役所前 - 医大病院玄関口 - かしはら万葉ホール - 南浦町 - 南山町 - 橿原市昆虫館
- 大和八木駅（南） - 橿原市役所前 - 医大病院玄関口 - かしはら万葉ホール - 南浦町 - 南山町 - 橿原市昆虫館 - 南山町 - 南浦町 - 明日香小山 - 橿原神宮前駅（※土曜・休日ダイヤ施行日のみ運行）

2018年4月より、土曜・休日ダイヤ施行日は橿原神宮前駅に乗り入れている。
　広陵町コミュニティバス
- 広陵町役場→古寺町営住宅北→百済寺公園北口→広陵町役場→南郷北口→南郷→南郷市場→近鉄高田駅(平日ダイヤ施行日のみ運行)
- 近鉄高田駅→南郷市場→南郷→南郷北口→広陵町役場→古寺町営住宅北→百済公園北口→広陵町役場→南郷北口→南郷→南郷市場→近鉄高田駅
- 近鉄高田駅→イズミヤ広陵店→南郷→広陵町役場→さわやかホール→中央公民館→古寺→はしお元気村→萱野→的場→はしお元気村→古寺→中央公民館→さわやかホール→広陵町役場→南郷→イズミヤ広陵店→近鉄高田駅
- 近鉄高田駅→イズミヤ広陵店→南郷→広陵町役場→百済寺公園北口→古寺町営住宅北→古寺→はしお元気村→古寺→広陵町役場→南郷→イズミヤ広陵店→近鉄高田駅
- 近鉄高田駅→イズミヤ広陵店→南郷→広陵町役場→百済寺公園北口→古寺町営住宅北→広陵町役場

## 撤退・廃止路線

### 2006年10月の再編
奈良交通は、県北西部の奈良・学園前・生駒・王寺・五位堂といった駅を発着する路線バスの収入で県南部や県東部を走る路線バスを維持してきた（内部補填）。しかし、近鉄けいはんな線の開業に伴い、そのようなことはできる状況ではなくなり、2006年10月に大規模な路線休止や再編が行われることとなった。以下の系統が、これにより休止になった。

#### 五條野迫川線
- 5：五條バスセンター - 五條駅 - 老野 - 賀名生和田 - 城戸 - 宗川野橋 - 天辻 - 阪本 - 野迫川今井 - 野川上村

#### 奥谷線
- 23：五條バスセンター - 野原 - 県立五條病院 - 上霊安寺 - 一の木橋 - 大堀口 - 奥谷

#### 平沼田線
- 30：五條バスセンター - 金剛寺 - 池芝 - 湯川 - 谷の宮

### 2008年の再編

#### 平沼田線
- 34：五條バスセンター - 五條駅 - 県立五條病院前 - 池芝 - 湯川 - 谷の宮 - 奥谷
  - 2006年10月1日：奥谷線（23：五條バスセンター - 一の木橋 - 奥谷）と平沼田線（30：五條バスセンター - 金剛寺 - 谷の宮）を統合し、34番の運行を開始する。[12]
  - 2008年4月1日：路線廃止。五條市が乗合タクシーを運行する。

2006年10月の奈良交通の県中南部における路線再編により誕生した路線である。この結果、野原土取 - 走井、上霊安寺 - 一の木は路線バスが走らなくなった。また、この再編前までは、奥谷線が1日3本、平沼田線が1日5本運行されていたが、統合に伴い、1日3本へと大幅に減少することとなったが2008年4月1日に休止になった。

### 2009年の再編

#### 高田平端線
- 20：平端駅 - 額安寺口（がくあんじぐち） - 唐院（とういん）西口 - 箸尾駅 - 広陵町役場前 - 南郷市場（なんごういちば） - JR高田駅 - 近鉄高田駅
- 21：近鉄高田駅 → JR高田駅西口 → 南郷市場 → 広陵町役場前 → 箸尾駅 → 的場橋
  - 1994年4月30日：奈良交通からエヌシーバスに移管される。
  - 2006年4月1日：エヌシーバス葛城営業所廃止に伴い、奈良交通葛城営業所に移管される。
  - 2008年10月1日：20系統は平日1本、21系統は土曜1本のみの運行になる。
  - 2009年2月28日：路線廃止。[17]

### 2010年の再編

#### 八木耳成線
- 80：八木駅 → 新賀町 → 運転免許センター → 十市団地 → 大門橋 → 太田市町 → 大泉東口
- 83：大泉東口 → 太田市町 → 大門橋 → 十市団地 → 運転免許センター → 新の口 → 新賀町 → 八木駅
- 84：八木駅 - 新賀町 - 新の口 - 十市団地 - 大門橋 - やわらぎの郷 - 太田市町 - 大泉東口

※いずれも2010年4月1日のダイヤ改正にて廃止された。

### 2011年の再編

#### 五條富貴線
- 35：五條バスセンター - 五條駅 - 県立五條病院前 - 黒駒（くろま） - 田殿（たどの） - 富貴（ふき）口 - 東富貴
  - 2006年10月1日：五條町 - 二見駅 - 阪合部局前経由を改め、五條町 - 県立五条病院 - 阪合部局前にルート変更を行う。あわせて番号を36に改番する。この結果、御蔵橋北詰 - 五條本町二丁目においては路線バスが走らなくなった。また、あわせてダイヤ改正が行われ、休日の運転がなくなっている。[12]
  - 2011年4月1日のダイヤ改正にて廃止された。[19]

#### 五條西阿田線
- 50：五條駅 → 五條バスセンター → 栄山寺前 → 阿田橋（あだばし） → 八田（はった）東 → 阿田橋 → 西阿田 → 阿田橋 → 栄山寺前 → 五條バスセンター
- 50：五條バスセンター → 栄山寺前 → 阿田橋 → 西阿田 → 阿田橋 → 八田東 → 阿田橋 → 栄山寺前 → 五條バスセンター → 五條駅
- 50：五條駅 → 五條バスセンター → 栄山寺前 → 阿田橋 → 西阿田 → 阿田橋 → 八田東 → 阿田橋 → 栄山寺前 → 五條バスセンター → 五條駅

※複雑な形態をしているが、運行本数は少なく、2011年4月1日のダイヤ改正にて廃止された。

### 2013年の再編

#### リハビリセンター線
- 70：八木駅 - 新賀町（しんがちょう） - 新の口（にのくち） - 十市（とういち） - リハビリセンター
- 71：リハビリセンター → 八木駅 → 橿原神宮駅
- 72：近鉄御所駅 → 橿原神宮駅 → 畝傍御陵 → 八木駅 → 十市 → リハビリセンター

八木駅とリハビリセンターを結んでいた路線である。12月29日から1月3日とリハビリセンター休業日には運休する。近鉄御所駅発は平日1回であるが、使いやすいようにダイヤが調整されていた。
2013年4月1日改正で廃止となり、自家用送迎バスに転換された。

### 2014年の再編

#### 八木御所線
- 30：八木駅 - 畝傍御陵 - 橿原神宮駅 - 郡界橋（ぐんかいばし） - 代官町 - 近鉄御所駅　
  - 奈良県立医科大学病院玄関口経由に変更された。
- 31：橿原神宮駅 - 郡界橋 - 代官町 - 近鉄御所駅
  - 八木駅からの通し運行のみとなった。

#### 五條西吉野線
- 12：五條バスセンター - 五條駅 - 上柏原（かみかしはら） - 賀名生（あのう） - 専用道城戸（じょうど）
- 11：五條バスセンター - 五條駅 - 上柏原 - 賀名生 - 専用道城戸 - 西吉野温泉口 - 西吉野温泉
  - 2002年10月1日：西日本JRバスから阪本線（五条駅 - 城戸）を移管される。その際に始発を五條バスセンターに変更し、運転区間も若干変更する。

五新線のバス代行として運行されていたJRバス阪本線が、近年のモータリゼーションの発展や過疎化により、路線廃止となり、代わりに運行を始めた路線が五條西吉野線である。

#### 高田新家線
- 7：忍海 - 新庄 - 高田市駅 - 近鉄高田駅 - 築山 - 新家 - 竹取公園東
  - 近鉄高田駅で系統が分断されたものが現存

#### 高田五條線
- 65：近鉄高田駅 - 高田市駅 - 忍海 - 近鉄御所駅
- 163：五條バスセンター - 栄山寺口 - 小殿 - 近鉄御所駅 - 忍海
  - 2014年10月1日廃止。

#### 八木五條線
- 164：八木駅 - 橿原市役所前 - 忌部 - アルル北 - 高田市駅 - 忍海
  - 2014年10月1日廃止。八木新宮特急バス用の車両が葛城営業所に入出庫するための送り込み路線であった。

#### 大淀五條線
- 26：大淀バスセンター - 下市口駅 - 西阿田（にしあだ） - 五條バスセンター
  - 2014年10月1日廃止。区間便の24系統が復活した。

#### 当麻新庄線
- 41：近鉄高田駅 - JR高田駅西口 - 高田市役所前 - 尺土駅 - 磐城駅 - 当麻町役場 - 屋敷山公園前
- 43：近鉄高田駅 - JR高田駅西口 - 高田市役所前 - 尺土駅 - 磐城駅 - 当麻町役場 - 社会教育センター - 屋敷山公園前 - 忍海駅
  - 2014年10月1日より葛城市公共バスとして運転される。
  - 2016年2月15日より葛城市コミュニティバス再編により廃止される[20]。

#### 八木大滝線
- 75：八木駅 - 橿原神宮駅東口 - 大淀バスセンター - 上市駅 - 樫尾（かしお） - 湯盛温泉杉の湯
- 85：湯盛温泉杉の湯  →  国樔（くず）  →  上市駅  →  大淀バスセンター  →  橿原神宮駅東口  →  八木駅 （1日1本のみ）
- 95：八木駅 - 橿原神宮駅東口 - 大淀バスセンター
  - 2014年10月1日廃止。系統分割された。

#### 八木下市線
- 221：八木駅 - 橿原神宮駅東口 - 大淀バスセンター - 下市口駅 - 下阪 - 岩森（下市温泉）
- 222：八木駅 - 橿原神宮駅東口 - 南大和三丁目 - 大淀バスセンター - 下市口駅 - 下阪 - 岩森（下市温泉）
- 9：大淀バスセンター - 下市口駅 - 下阪 - 岩森（下市温泉）
  - 2014年10月1日廃止。系統分割された。

#### 熊野線
- 湯盛温泉杉の湯 - 河合 - 池原（1日1本のみ）
  - 2014年10月1日廃止
  - 大淀バスセンター（平日のみ福神駅） - 下桑原間には広域コミュニティバスR169ゆうゆうバスが運行されており、熊野線などを継承した。
  - 1984年以前は奈良大仏前 - 大和八木駅 - 大和上市駅 - 大滝 - 池原 - 下桑原 - 小坂 - 大泊 - 熊野市駅 - 新宮駅を結んでいて、小坂から国道42号を走り、内陸県のバス会社でありながら大泊 - 新宮駅間は太平洋（熊野灘）沿いを走っていた。
  - 国道24号の渋滞が激しく大和八木駅 - 新宮駅間に短縮されたが、1989年に上記の八木大滝線と分割。熊野市駅 - 新宮駅は2000年までに廃止された。

### 2015年の再編
吉野町スマイルバスと川上村やまぶきバスが吉野病院 - 上市駅 - 湯盛温泉杉の湯間の相互乗り入れを開始されることと、南部地域連携コミュニティバス｢R169ゆうゆうバス｣が、大淀バスセンター - 上市駅 - （この間無停車） - 西河 - 湯盛温泉杉の湯 - 下桑原系統を運行を新設することで、代替路線が運行されることになったため廃止された。

#### 八木大滝線
- 78：大淀バスセンター - 上市駅 - 樫尾 - 湯盛温泉杉の湯
- 88：湯盛温泉杉の湯  →  国樔（くず）  →  上市駅  →  大淀バスセンター（1日1本のみ）
  - 2014年10月1日改正で大淀バスセンターにて系統が分断された。
  - 2015年10月1日廃止

#### 熊野線
- 湯盛温泉杉の湯 - 河合 - 池原 - 下桑原（１日１本のみ）
  - 2015年10月1日廃止

### 2016年の再編
大淀病院の閉院、南奈良医療センターの開院にともない、大淀五條線が廃止された。南奈良医療センターへは、近鉄福神駅と五條バスセンターより大淀町と五條市がコミュニティバスを運行する。
また、高田市内線を大和高田市コミュニティバス きぼう号 にて運行する。

#### 大淀五條線
- 24：下市口駅 - 大淀病院 - 西阿田（にしあだ） - 五條バスセンター
  - 2007年10月1日：24系統が廃止され、26系統のみの運行になった。[21]
  - 2014年10月1日：26系統の廃止に伴い、24系統が復活した。
  - 2016年3月31日：大淀五條線を廃止する。[15]

#### 高田市内線
- 25：高田温泉さくら荘 → 近鉄大和高田駅 → JR高田駅 → 天満診療所 → 高田市駅 → 近鉄大和高田駅 → 高田市立病院 → 吉本病院前 → 高田温泉さくら荘
- 26：高田温泉さくら荘 → 吉本病院前 → 高田市立病院 → 近鉄大和高田駅 → 高田市駅 → 天満診療所 → JR高田駅 → 近鉄大和高田駅 → 高田温泉さくら荘
- 29：近鉄大和高田駅 → JR高田駅 → 天満診療所 → 高田市駅 → 近鉄大和高田駅 → 高田市立病院 → 吉本病院前 → 高田温泉さくら荘
  - 2001年10月2日：上記系統を新設する。
  - 2006年4月1日：エヌシーバス葛城営業所廃止に伴い、奈良交通葛城営業所に移管される。
  - 大和高田市コミュニティバス「きぼう号」として運転されている。
  - 大和高田市が高田市駅前イオン大和高田店跡地に建設中の施設の完成時に路線の再編が検討されている[22][23]。

### 2020年の再編
利用者数の減少に伴い、十津川線が廃止された。

#### 十津川線
- 1：五條バスセンター - 五条駅 - 五條病院玄関口 - 老野（おいの） - 賀名生和田（あのうわだ） - 城戸 - 星のくに - 上野地 - 十津川温泉
- 3：十津川温泉 → 上野地 → 星のくに → 城戸 → 賀名生和田 → 老野 → 智辯学園 → 五條病院玄関口 → 五条駅 → 五條バスセンター

### 2021年の再編
五條市の市役所新庁舎開庁に合わせて五條市コミュニティバスの再編が行われる。一部路線はコミュニティバスへ転換され、廃止となった路線も発生した。

#### 野原循環線
- 31：五條バスセンター → 五条駅 → 県立五条病院前 → 智辯学園 → 五条駅 → 五條バスセンター
- 32：五條バスセンター → 五条駅 → 智辯学園 → 県立五条病院前 → 五条駅 → 五條バスセンター

#### 南大和ネオポリス線
- 56：五条駅北口 - 田園三丁目 - 田園五丁目
- 57：五条駅北口 → 田園三丁目 → 田園四丁目 → 五条駅北口（田園循環）
- 58：五条駅北口 - 田園三丁目 - 田園五丁目 - 中之（なかの） - 五條バスセンター
- 文：五条駅北口 → 五條高校
  - 2021年11月10日：路線廃止に伴い、奈良交通が運行する五条駅北口発着路線はすべて消滅。ゴーちゃんバス五条駅・田園方面ラインにて代替される。

### 2022年の再編
- あすかデマンド交通実証実験により、飛鳥キトラ線が廃止される。

### 2024年の再編
- 智辯スクール線の下校時２台運行を取りやめる。

## 在籍車両
・車両は観光車が3台、路線車が86台の合計89台が在籍している。その内1台は奈良交通唯一の前後扉車である。